# Hedmark
Hedmark – dawny okręg, jednostka podziału administracyjnego Norwegii. Przestał istnieć 1 stycznia 2020, gdy na podstawie reformy z 2017 został włączony, wraz z okręgiem Oppland, do nowo utworzonego okręgu Innlandet. 
Położony był w południowej części kraju; graniczył z norweskimi okręgami Akershus, Oppland oraz Sør-Trøndelag.  Zajmował powierzchnię 27 397 km², która zamieszkiwana była przez 197 406 osób (2019). Ośrodkiem administracyjnym okręgu było miasto Hamar.
Na obszarze zajmowanych przez okręg znajduje się największe jezioro Norwegii Mjøsa oraz trzecie pod względem wielkości jezioro Femunden.

## Gminy
Okręg podzielony był na 22 gminy.

- Alvdal
- Eidskog
- Elverum
- Engerdal
- Folldal
- Grue
- Hamar
- Kongsvinger
- Løten
- Nord-Odal
- Os
- Rendalen
- Ringsaker
- Stange
- Stor-Elvdal
- Sør-Odal
- Tolga
- Trysil
- Tynset
- Våler
- Åmot
- Åsnes